# Цисув (Лодзинське воєводство)
Цисув (пол. Cisów) — село в Польщі, у гміні Рокіцини Томашовського повіту Лодзинського воєводства.
Населення — 98 осіб (2011).
У 1975-1998 роках село належало до Пйотрковського воєводства.

## Демографія
Демографічна структура станом на 31 березня 2011 року:
|          | Загалом | Допрацездатний вік | Працездатний вік | Постпрацездатний вік |
| -------- | ------- | ------------------ | ---------------- | -------------------- |
| Чоловіки | 47      | 6                  | 35               | 6                    |
| Жінки    | 51      | 5                  | 31               | 15                   |
| Разом    | 98      | 11                 | 66               | 21                   |